# フレデリーク・ファン・デル・ワル
フレデリーク・ファン・デル・ワル （Frederique Van Der Wal, 1967年8月30日 - ）は、オランダ・ハーグ出身のスーパーモデル・女優。身長177センチ。オランダの大学で経済学を学んだため、自分自身で投資活動をしている。
コスモポリタン誌、スポーツイラストレイテッド誌、ヴィクトリアズ・シークレットのモデルで知られる。
1980年代後半からモデルとして活動。ヴィクトリアズ・シークレットが、若い女性向けに方針を転換した際、ステファニー・シーモアと並んでショーのモデルとなった。
現在はアメリカ合衆国でテレビ番組のホストをしている。

## 映画出演作品
- 「マンハッタン恋愛事情」  Two Girls and a Guy (1997)
- 「54 フィフティ★フォー」  54 (1998)
- 「セレブリティ」　Celebrity  (1998)
- 「ワイルド・ワイルド・ウエスト」　Wild wild west  (1999)
- 「ミリオンダラー・ホテル」　The Million Doller Hotel  (2000)